# 横川泉
横川 泉（よこかわ いずみ、1963年2月25日 - ）とは、日本の元サッカー選手。選手時代のポジションはGK。高校選抜、ユース代表、全日本B代表、日本代表候補の経歴がある。

## 人物
身体能力に恵まれたゴールキーパー で、フジタ工業での日本サッカーリーグ（112試合1部通算84試合/2部28試合）の経験を買われてJリーグ開幕を控えた1992年に横浜マリノスへ移籍した。

## 学生時代
サッカーの盛んな山梨県韮崎市で生まれる。実家は畳屋を営み、三人兄弟の末っ子として育つ。小学校4年時に韮崎サッカースポーツ少年団が開団し、そこに入団。GKとしての基礎を学ぶ。
中学は韮崎西中学に進学、3年時に山梨中学総体で優勝。高校は名門の山梨県立韮崎高等学校へ進学し、1年次よりレギュラーとして活躍。高1の時は関東大会、インターハイ、高校選手権と全国大会に出場する。高2の時は、全国高校サッカー選手権で決勝まで進出、帝京高校に4-0で敗れ準優勝となる。それと同時に大会優秀選手に選ばれる。高3では、インターハイでベスト8、全国高校サッカー選手権では全国3位となる。この時に大会1か月前に右足の腓骨骨折のアクシデントにみまわれるが、それを押しての活躍で高評価を受ける。この大会で2年連続の大会優秀選手と高校選抜に選出され、オランダ・ドイツ遠征に参加する。
大学は明治大学に進学。高校時代の活躍が評価され、1年次からレギュラーとして活躍する。また、大学1年時に日本ユース代表に選ばれ、リエカ国際ユース大会に参加するが予選敗退。4年時には、関東大学サッカー2部リーグで優勝。この時にゲームキャプテンを務めるなど、チームの大黒柱として活躍した。また1部リーグの日大との入れ替え戦に出場し、4-1で勝利してチームの1部復帰の原動力となる。この時に関東大学サッカーリーグ2部ベストイレブンと4年間連続出場賞に輝く。

## 日本リーグ・Jリーグ時代
1985年、明治大学を卒業し日本サッカーリーグ1部のフジタ工業に加入。 1年目からレギュラーに抜擢される。その年の第65回天皇杯では決勝に進出、日産と対戦して2-0で敗れ準優勝となる。2年目のシーズンに、ソウルオリンピック出場を目指す日本代表候補に選出される。また、日本選抜に選ばれ、南米遠征とサンパウロ州選抜に参加。
1988年、JSLオールスターに選出される。また第68回天皇杯で決勝まで進み、再び日産と対戦し3-1で敗れ準優勝となる。
1990年、フジタは日本リーグ2部に降格となる。 1990-91シーズンでは日本リーグ2部で30試合中28試合に出場するが1部復帰は果たせなかった。
翌シーズンは古島清人と小島伸幸の台頭で出場機会を得られず、横浜マリノスに移籍する。横浜には3シーズン在籍し、テヘランでの第3回アジアカップウィナーズカップ選手権の決勝第2戦に出場しピルズィ（イラン）に1-0での勝利に貢献するなどした。
1994年に現役を引退する。

## 所属クラブ
- 1978年 - 1980年 韮崎高校
- 1981年 - 1984年 明治大学
- 1985年 - 1992年 フジタ工業/フジタサッカークラブ
- 1992年 - 1994年 横浜マリノス

## 個人タイトル
- 1979年 全国高校サッカー選手権 優秀選手
- 1980年 山梨県スポーツ優秀選手賞
- 1980年 全国高校サッカー選手権 優秀選手（2回目）
- 1984年 関東大学サッカー2部ベストイレブン/4年間連続出場賞

## 個人成績
| 国内大会個人成績 | 国内大会個人成績 | 国内大会個人成績 | 国内大会個人成績 | 国内大会個人成績 | 国内大会個人成績 | 国内大会個人成績 | 国内大会個人成績 | 国内大会個人成績 | 国内大会個人成績 | 国内大会個人成績 | 国内大会個人成績 |
| 年度             | クラブ           | 背番号           | リーグ           | リーグ戦         | リーグ戦         | リーグ杯         | リーグ杯         | オープン杯       | オープン杯       | 期間通算         | 期間通算         |
| 年度             | クラブ           | 背番号           | リーグ           | 出場             | 得点             | 出場             | 得点             | 出場             | 得点             | 出場             | 得点             |
| 日本             | 日本             | 日本             | 日本             | リーグ戦         | リーグ戦         | リーグ杯         | リーグ杯         | 天皇杯           | 天皇杯           | 期間通算         | 期間通算         |
| ---------------- | ---------------- | ---------------- | ---------------- | ---------------- | ---------------- | ---------------- | ---------------- | ---------------- | ---------------- | ---------------- | ---------------- |
| 1985             | フジタ           | 31               | JSL1部           | 21               | 0                |                  |                  |                  |                  |                  |                  |
| 1986-87          | フジタ           | 1                | JSL1部           | 21               | 0                |                  |                  |                  |                  |                  |                  |
| 1987-88          | フジタ           | 1                | JSL1部           | 21               | 0                |                  |                  |                  |                  |                  |                  |
| 1988-89          | フジタ           | 1                | JSL1部           | 17               | 0                | 2                | 0                |                  |                  |                  |                  |
| 1989-90          | フジタ           | 1                | JSL1部           | 4                | 0                | 4                | 0                |                  |                  |                  |                  |
| 1990-91          | フジタ           | 1                | JSL2部           | 28               | 0                | 0                | 0                |                  |                  |                  |                  |
| 1991-92          | フジタ           | 1                | JSL2部           | 0                | 0                | 0                | 0                |                  |                  |                  |                  |
| 1992             | 横浜M            | -                | J                | -                | -                | 0                | 0                | 0                | 0                | 0                | 0                |
| 1993             | 横浜M            | -                | J                | 0                | 0                | 3                | 0                | 0                | 0                | 3                | 0                |
| 1994             | 横浜M            | -                | J                | 0                | 0                | 0                | 0                | 0                | 0                | 0                | 0                |
| 通算             | 日本             | 日本             | J                | 0                | 0                | 3                | 0                |                  |                  |                  |                  |
| 通算             | 日本             | 日本             | JSL1部           | 84               | 0                |                  |                  |                  |                  |                  |                  |
| 通算             | 日本             | 日本             | JSL2部           | 28               | 0                | 0                | 0                |                  |                  |                  |                  |
| 総通算           | 総通算           | 総通算           | 総通算           | 112              | 0                |                  |                  |                  |                  |                  |                  |

- JSLオールスターサッカー 1回出場（1988年）

各シーズンの所属クラブ/背番号/出場・得点記録の出典
1991年の天皇杯予選の記録は不明。